# Randugede
Randugede is een bestuurslaag in het regentschap Magetan van de provincie Oost-Java, Indonesië. Randugede telt 2009 inwoners (volkstelling 2010).